# Erazm
Erazm – imię męskie pochodzenia greckiego. Wywodzi się od słowa oznaczającego „miły”, „uprzejmy”. W dawnych źródłach mazowieckich Erazm pojawia się jako zamiennik męskiego imienia słowiańskiego Niemierza.
W Polsce imię pozostaje imieniem rzadkim. W styczniu 2024 w rejestrze PESEL, wśród publicznie dostępnych danych, wykazano 114 mężczyzn o imieniu Erazm nadanym jako imię pierwsze oraz 175 mężczyzn noszących imię Erazm jako imię drugie. Dla porównania, najczęściej nadane jako męskie imię pierwsze – Piotr, nosi 689313 osób.
Erazm imieniny obchodzi: 2 czerwca i 25 listopada.

## Imię Erazm w innych językach[9]
- łacina – Erasmus
- angielski – Elmo, Erasmus
- czeski – Erazim
- francuski – Érasme, Elme
- hiszpański – Erasmo
- niemieckl – Erasmus, Rasmus, Asmus
- rosyjski – Érazm
- słowacki – Erazim, Erazmus
- słoweński – Erazem, Erazam
- włoski – Erasmo.

## Mężczyźni noszący imię Erazm
- Erazm z Rotterdamu – renesansowy humanista
- Rasmus Bartholin – duński naukowiec i lekarz
- Erazm Ciołek
- św. Erazm z Formii
- Erazm Jerzmanowski – powstaniec styczniowy, żołnierz, przemysłowiec, mecenas, działacz społeczny i filantrop zwany „polskim Noblem”
- Erazm Kuźma – polonista
- Juliusz Erazm Bolek – polski pisarz, m.in. laureat Nagrody Światowego Dnia Poezji ustanowionego przez UNESCO

## Postacie literackie
- niezależny robot Erazm – fikcyjna postać z Uniwersum Diuny.